# Goriška ulica, Ljubljana
Goriška ulica je ena izmed najdaljših ulic v Šiški (Ljubljana), ki poteka vzporedno s železniško progo Ljubljana - Jesenice d.m..

## Zgodovina
Ulica je pričela obstajati leta 1923, ko so po Gorici poimenovali novo ulico med Černetove in Podlimbarskega ulico.

## Urbanizem
Goriška ulica trenutno poteka od Černetove ulice do križišča s Litostrojsko in Cesto Ljubljanske brigade.
Na ulico se (od juga proti severu) povezujejo: Verovškova (zahodna stran), Milčinskega (vzhodna), Videmska (zahodna), Aljaževa (zahodna), Alešovčeva (zahodna), križišče s Smrekarjevo (zahodno) in Magistrovo (vzhodno), Runkova (zahodna) in Obirska (zahodna).
Po križišču z Runkovo ulico se od Goriške ulice odcepi en krak, ki se tudi povezuje na Obirsko ulico.

## Javni potniški promet
Po delu Goriške ulice poteka trasa mestne avtobusne linije št. 18L. Avtobusnih postajališč ni.